# 1601년 구빈법
1601년 구빈법(Poor Relief Act 1601, 43 Eliz. 1. c. 2)는 잉글랜드 의회가 제정하여 1601년에 통과된 법률이다. 엘리자베스 구빈법(Elizabethan Poor Law), 구빈민법(Old Poor Law) 등으로 불리며, 잉글랜드 웨일스에 빈민 구호 체계를 형성하였다.
기존에 잉글랜드와 웨일스 지역에서 적용되고 있었던 빈민 구제를 정식화하였으며, 구빈감독관을 제정한 1597년 구빈법을 개선한 법률로 여겨진다. 1601년 구빈법이 형성한 구빈 체계는 이후 1662년 구빈법, 1722년 작업장법, 1782년 구빈법(길버트법), 스피넘랜드 체계(Speenhamland system) 등으로 점차 수정되었다.

## 같이 보기
- 잉글랜드 구빈법
- 1834년 신빈민법